# Gherghina (Constanța)
Gherghina (antiguamente Devcea) es una localidad rumana de la comuna de Mircea Vodă, en el condado de Constanța.

## Toponimia
Entre los nombres antiguos del lugar pueden encontrarse Defcea, Devcea y Ghiocea. Pasó a llamarse Gherghina.

## Historia
Hacia comienzos del siglo XX la localidad, que ya por entonces pertenecía al condado de Constanța, formaba parte de la comuna de Tortoman y tenía contabilizada una población de 299 habitantes, casi todos ellos turcos y tártaros.
En la segunda mitad del siglo XX la localidad había pasado a formar parte de la comuna de Mircea Vodă. En el censo de 2021 la localidad tenía una población de 25 habitantes.